# Il risveglio (film)
Il risveglio  (The Awakening) è un film del 1928 diretto da Victor Fleming.